# Bakırköy
Bakırköy é um distrito metropolitano da cidade de Istambul, na Turquia, com 214 821 habitantes. É famoso pelo clube de futebol aí existente, o Bakırköyspor. Durante o Império Bizantino era conhecido por Hebdomo (em grego: Ἕβδομον; romaniz.: Hebdomon; lit. "A Sétima").

## População de Bakırköy
| 1927 | 27,732    |
| 1935 | 28,377    |
| 1940 | 33,532    |
| 1945 | 40,595    |
| 1950 | 42,596    |
| 1955 | 107,287   |
| 1960 | 102,617   |
| 1965 | 168,694   |
| 1970 | 341,743   |
| 1975 | 560,857   |
| 1980 | 882,505   |
| 1985 | 1,238,342 |
| 1987 | 932,651   |
| 1990 | 1,328,276 |
| 1997 | 214,417   |
| 2000 | 208,398   |
| 2007 | 214,821   |